# Izotopy fluoru
Přestože má fluor (9F) 18 známých izotopů od 14F do 31F a dva jaderné izomery (18mF a 26mF), pouze jeden izotop, fluor-19, je stabilní, fluor tak patří mezi monoizotopické prvky. Nejstabilnějším radioizotopem je 18F, jehož poločas přeměny má hodnotu 109,77 minut. Všechny další izotopy se přeměňují s poločasy kratšími než 65 sekund, většina má poločas přeměny kratší než 1 s. Nejméně stabilní je 14F s poločasem 5,0(60)×10−22 s.

## Fluor-18
Fluor-18 je izotop fluoru s nejdelším poločasem přeměny, 109,77 minuty. Takový poločas umožňuje využití izotopu jako zdroje pozitronů. Nejčastěji se používá na výrobu radiofarmaka fludeoxyglukózy využívaného v pozitronové emisní tomografii.
ost
Stejně jako ostatní proton vyzařující radionuklidy se 18F může také přeměňovat elektronovým záchytem. V takovém případě je produktem 18O. Pravděpodobnost β+ přeměny je 96,86 % a pravděpodobnost záchytu elektronu 3,14 %.
Jedná se o nejlehčí nestabilní nuklid se stejným lichým počtem protonů a neutronů (po devíti).

## Fluor-19
Fluor-19, jediný stabilní izotop fluoru, má vazebnou energii jádra 147 801 keV. Se spinem 1/2 je NMR-aktivní a proto se využívá v NMR spektroskopii.

## Fluor-20
Fluor-20 je jedním ze stabilnějších radioizotopů fluoru. Má poločas přeměny 11,07 s a přeměňuje se β− na 20Ne.

## Fluor-21
Fluor-21 je stejně jako fluor-20 nestabilní, má poločas přeměny 4,158 s. Podléhá β− přeměně, kterou vzniká 21Ne.

## Izomery
Byly popsány pouze dva jaderné izomery fluoru, 18mF a 26mF. Poločas přeměny 18mF, před vyzářením gama záření je 162(7) nanosekund, méně než u základního stavu jakéhokoliv izotopu fluoru s výjimkou 14-16F, 28F a 31F. Poločas 26mF činí 2,2(1) milisekund, přeměňuje se hlavně na základní stav 26F, méně často β− přeměnou na jeden z excitovaných stavů 26Ne, následovanou emisí neutronu.

## Seznam izotopů
| symbol nuklidu | Z(p)              | N(n)              | hmotnost izotopu (u) | poločas přeměny           | způsob(y) přeměny | produkt(y) přeměny | jaderný spin | reprezentativní izotopové složení (molární zlomek) | rozmezí přirozeného výskytu (molární zlomek) |
| symbol nuklidu | excitační energie | excitační energie | excitační energie    | poločas přeměny           | způsob(y) přeměny | produkt(y) přeměny | jaderný spin | reprezentativní izotopové složení (molární zlomek) | rozmezí přirozeného výskytu (molární zlomek) |
| -------------- | ----------------- | ----------------- | -------------------- | ------------------------- | ----------------- | ------------------ | ------------ | -------------------------------------------------- | -------------------------------------------- |
| 14F            | 9                 | 5                 | 14,035 06(43)        | 5×10−22 s [910 keV]       | p                 | 13O                | -2           |                                                    |                                              |
| 15F            | 9                 | 6                 | 15,018 01(14)        | ~10−21 s [0,66(2) MeV]    | p                 | 14O                | +1/2         |                                                    |                                              |
| 16F            | 9                 | 7                 | 16.011466(9)         | ~1,6×10−20 s [40(20) keV] | p                 | 15O                | 0            |                                                    |                                              |
| 17F            | 9                 | 8                 | 17,002 095 24(27)    | 64,49(16) s               | β+                | 17O                | +5/2         |                                                    |                                              |
| 18F            | 9                 | 9                 | 18,0009380(6)        | 109,77(5) min             | β+                | 18O                | +1           |                                                    |                                              |
| 18mF           | 1121,36(15) keV   | 1121,36(15) keV   | 1121,36(15) keV      | 162(7) ns                 | IC                | 18F                | +5           |                                                    |                                              |
| 19F            | 9                 | 10                | 18,998 403 22(7)     | Stabilní                  | Stabilní          | Stabilní           | +1/2         | 1,000                                              |                                              |
| 20F            | 9                 | 11                | 19,999 981 32(8)     | 11,07(6) s                | β−                | 20Ne               | +2           |                                                    |                                              |
| 21F            | 9                 | 12                | 20,999 94 90(19)     | 4,158(20) s               | β−                | 21Ne               | +5/2         |                                                    |                                              |
| 22F            | 9                 | 13                | 22,002 999(13)       | 4,23(4) s                 | β− (89,0 %)       | 22Ne               | +4, +3       |                                                    |                                              |
| 22F            | 9                 | 13                | 22,002 999(13)       | 4,23(4) s                 | β−n (11,0 %)      | 21Ne               | +4, +3       |                                                    |                                              |
| 23F            | 9                 | 14                | 23,003 57(9)         | 2,23(14) s                | β− (86,0 %)       | 23Ne               | +5/2         |                                                    |                                              |
| 23F            | 9                 | 14                | 23,003 57(9)         | 2,23(14) s                | β−n (14,0 %)      | 22Ne               | +5/2         |                                                    |                                              |
| 24F            | 9                 | 15                | 24,008 12(8)         | 382(16) ms                | β− (94,1 %)       | 24Ne               | (+1, +2, +3) |                                                    |                                              |
| 24F            | 9                 | 15                | 24,008 12(8)         | 382(16) ms                | β−n (5,9 %)       | 23Ne               | (+1, +2, +3) |                                                    |                                              |
| 25F            | 9                 | 16                | 25,012 10(11)        | 80(9) ms                  | β− (80,5 %)       | 25Ne               | +(5/2)       |                                                    |                                              |
| 25F            | 9                 | 16                | 25,012 10(11)        | 80(9) ms                  | β−n (19,5 %)      | 24Ne               | +(5/2)       |                                                    |                                              |
| 26F            | 9                 | 17                | 26,019 62(18)        | 8,2(9) ms                 | β− (86,5 %)       | 26Ne               | +1           |                                                    |                                              |
| 26F            | 9                 | 17                | 26,019 62(18)        | 8,2(9) ms                 | β−n (13,5 %)      | 25Ne               | +1           |                                                    |                                              |
| 26mF           | 643,4(1) keV      | 643,4(1) keV      | 643,4(1) keV         | 2,2(1) ms                 | IC (82±11 %)      | 26F                | +4           |                                                    |                                              |
| 26mF           | 643,4(1) keV      | 643,4(1) keV      | 643,4(1) keV         | 2,2(1) ms                 | β−n (12±8 %)      | 25Ne               | +4           |                                                    |                                              |
| 27F            | 9                 | 18                | 27,026 76(40)        | 5,0(2) ms                 | β−                | 27Ne               | +5/2         |                                                    |                                              |
| 28F            | 9                 | 19                | 28,035 67(55)#       | ≈4,6×10−26 s              | n                 | 27F                |              |                                                    |                                              |
| 29F            | 9                 | 20                | 29,043 26(62)        | 2,67(21) ms               | β−                | 29Ne               | +5/2         |                                                    |                                              |
| 30F            | 9                 | 21                | 30,052 50(64)        | <260 ns                   |                   |                    |              |                                                    |                                              |
| 31F            | 9                 | 22                | 31,060 43(64)        | 1 ms [>260 ns]            |                   |                    | +5/2         |                                                    |                                              |